# Lois Smith
Lois Smith, rodným příjmením Humbert, (* 3. listopadu 1930) je americká herečka s více než sedmdesátiletou kariérou. Začínala v divadle, profesionální kariéru zahájila v New Yorku, na Broadwayi debutovala v roce 1952 ve hře Time Out for Ginger od Ronalda Alexandera. Později hrála například ve hrách Skleněný zvěřinec a Sestup Orfeův od Tennessee Williamse. V roce 1955 dostala svou první filmovou roli, a sice ve snímku Na východ od ráje v režii Elii Kazana. Později hrála v desítkách dalších filmů a televizních seriálů a zároveň pokračovala v divadelní kariéře. Je držitelkou řady ocenění, včetně cen Drama Desk, Satellite, Obie a Tony. V letech 1948 až 1970 byla vdaná za učitele Wesleyho Smithe, s nímž měla jednu dceru.

## Filmografie (výběr)
- Na východ od ráje (1955)
- Malé životní etudy (1970)
- Půlnoční běh (1988)
- Zelená karta (1990)
- Volný pád (1993)
- Mrtvý muž přichází (1995)
- Co si ušít do výbavy (1995)
- Twister (1996)
- Minority Report (2002)
- Griffin a Phoenixová (2006)
- Neobyčejný život Timothyho Greena (2012)
- Správní chlapi (2016)
- Lady Bird (2017)
- Francouzská depeše Liberty, Kansas Evening Sun (2021)